# Dolihopodide
Dolihopodidele (Dolichopodidae) (din greaca dolichos = lung + latina poda =  picioare) este o familie cosmopolită de muște diptere ortorafe care include 10 subfamilii, circa 230 de genuri și 7.000 de specii, răspândite din ținuturile arctice până în Chile și în mai multe insule subantarctice. Familia este bine reprezentată în insule oceanice și multe specii din mai multe subfamilii ocupă habitatele de coastă și estuar-intertidale. 
Dolihopodidele sunt înrudite îndeaproape cu empididele (Empididae), de care se deosebesc printr-o trompă scurtă cu labele cărnoase și o nervație a aripilor diferită. Adulții sunt cel mai adesea subțiri, cu o lungime de 1-9 mm. Aproape întotdeauna au culori verzi metalice, uneori galbene sau mai rar brune sau negre. Au o nervație caracteristică, picioarele mai lungi decât celelalte brahicere, de unde și numele familiei. Nervația aripilor cu celule discale și bazale secunde unite; celule anale scurtate sau absente. Sutura frontală absentă. Toracele cu sete (peri) puternice. Abdomenul femelei ascuțit apical și organele genitale masculine bulboase se află sub abdomen.
Cele mai multe specii trăiesc pe sol sau pe vegetație în apropiere de ape curgătoare sau prin locuri umede, cu plante ierboase, dar sunt și specii care caută locuri uscate. Câteva specii se găsesc pe trunchiurile copacilor la umbră. Unele specii trăiesc și se hrănesc pe suprafața apei.
Larvele au corpul alungit, cilindric și trăiesc în pământ, în materii vegetale în descompunere, în trunchiuri putrede, în tufișuri de plante; altele sunt acvatice.
Adulții și larvele sunt insecte prădătoare, care vânează diptere mici și alte insecte cu corpul moale. Speciile a căror larve se hrănesc cu  adulți și larvele de scolitide (Scolytidae) depun ouăle în crăpăturile de pe scoarța copacilor. Larvele speciilor acvatice sau semiacvatice se hrănesc cu diverse organisme aflate în apă sau în sol.

## Specii mai reprezentative
- Dolichopus claviger Stannius, 1831, de 6 mm, are toracele verde cu o dungă mediană aurie.
- Tachytrechus insignis (Stannius, 1831), de 5 mm, este de culoare arămie.
- Hercostomus germanus (Wiedemann, 1817), de 3—5 mm, are femurele și antenele negre.
- Gymnopternus brevicornis (Stæger 1842), de 3—4 mm, are femurele galbene și protarsul de la picioarele perechii a treia negre.
- Diaphorus oculatus (Fallen, 1823), de 3—4 mm, are femurele de la perechea întâi negricioase.
- Argyra este unul dintre genurile cele mai răspândite, putându-se recunoaște după antenele caracteristice și după abdomenul argintiu al masculilor; Argyra diaphana (Fabricius, 1775),  de  6—7  mm,  se  întâlnește în fânețe și în păduri mai umede, pe flori și pe ierburi, ca și pe frunzele arborilor, de regulă în apropierea apelor.

## Lista genurilor de dolihopodide
| - Abatetia Miller, 1945 - Abbemyia Bickel, 1994 - Achalcus Haliday in Loew, 1857 - Achradocera Becker, 1922 - Acropsilus Mik, 1878 - Acymatopus Takagi, 1965 - Amblypsilopus Bigot, 1889 - Amesorhaga Bickel, 1994 - Anahydrophorus Becker, 1917 - Anasyntormon Dyte, 1975 - Anepsiomyia Bezzi, 1902 - Angiopus Meuffels & Grootaert, 1996 - Antyx Meuffels & Grootaert, 1991 - Aphrosylopsis Lamb, 1909 - Aphrosylus Haliday in Walker, 1851 - Apterachalcus Bickel, 1991 - Arachnomyia White, 1916 - Argentinia Parent, 1931 - Argyra Macquart, 1834 - Argyrochlamys Lamb, 1922 - Asyndetus Loew, 1869 - Atlatlia Bickel, 1986 - Australachalcus Pollet, 2005 - Austrosciapus Bickel, 1994 - Babindella Bickel, 1987 - Bathycranium Strobl, 1892 - Bickelia Grichanov, 1996 - Bickeliolus Grichanov, 1996 - Brevimyia Miller, 1945 - Calyxochaetus Bigot, 1888 - Campsicnemoides Curran, 1927 - Campsicnemus Haliday in Walker, 1851 - Cemocarus Meuffels & Grootaert, 1984 - Ceratopos Vaillant, 1952 - Chaetogonopteron De Meijere, 1913 - Cheiromyia Dyte, 1980 - Chrysosoma Guérin-Méneville, 1831 - Chrysotimus Loew, 1857 - Chrysotus Meigen, 1824 - Coelinium Parent, 1939 - Coeloglutus Aldrich, 1896 - Colobocerus Parent, 1933 - Condylostylus Bigot, 1859 - Coracocephalus Mik, 1892 - Corindia Bickel, 1986 - Craterophorus Lamb, 1921 - Cryptopygiella Robinson, 1975 - Cymatopus Kertész, 1901 - Cyrturella Collin, 1952 - Dactylonotus Parent, 1934 - Diaphorus Meigen, 1824 - Diostracus Loew, 1861 - Discopygiella Robinson, 1965 - Dolichophorus Lichtwardt, 1902 - Dolichopus Latreille,, 1796 - Dominicomyia Robinson, 1975 - Dytomyia Bickel, 1994 - Enlinia Aldrich, 1933 - Epithalassius Mik, 1891 - Ethiromyia Brooks in Brooks & Wheeler, 2005 - Ethiosciapus Bickel, 1994 - Eucoryphus Mik, 1869 - Eudolichopus Frey, 1915 - Eurynogaster Van Duzee, 1933 - Euxiphocerus Parent, 1935 - Falbouria Dyte, 1980 - Fedtshenkomyia Stackelberg, 1927 - Filatopus Robinson, 1970 - Gheynia Meunier, 1899 - Gigantosciapus Grichanov, 1997 - Gonioneurum Becker, 1922 - Griphomyia Grootert & Meuffels, 1997 | - Guzeriplia Negrobov, 1968 - Gymnopternus Loew, 1857 - Hadromerella De Meijere, 1916 - Halaiba Parent, 1929 - Halteriphorus Parent, 1933 - Harmstonia Robinson, 1964 - Helichochaetus Parent, 1933 - Helixocerus Lamb, 1929 - Hercostomus Loew, 1857 - Heteropsilopus Bigot, 1859 - Hydrophorus Fallén, 1823 - Hypocharassus Mik, 1879 - Hypophyllus Loew, 1857 - Hyptiocheta Becker, 1922 - Ischiochaetus Bickel & Dyte, 1989 - Katangaia Parent, 1933 - Keirosoma Van Duzee, 1929 - Kowmungia Bickel, 1987 - Krakatauia Enderlein, 1912 - Lagodechia Negrobov & Zurikov, 1996 - Lamprochromus Mik, 1878 - Lasiargyra Mik, 1878 - Leucodolichopus Frey, 1915 - Liancalomima Stackelberg, 1931 - Liancalus Loew, 1857 - Lichtwardtia Enderlein, 1912 - Liparomyia White, 1916 - Ludovicius Róndani, 1843 - Machaerium Haliday, 1832 - Mascaromyia Bickel, 1994 - Mastigomyia Becker, 1924 - Medetera Fischer von Waldheim, 1819 - Melanderia Aldrich, 1922 - Melanodolichopus Frey, 1915 - Melanostolus Kowarz, 1884 - Mesorhaga Schiener, 1868 - Metaparaclius Becker, 1922 - Microchrysotus Robinson, 1964 - Microcyrtura Robinson, 1964 - Micromedetera Robinson, 1975 - Micromorphus Mik, 1878 - Micropygus Bickel & Dyte, 1989 - Mischopyga Grootaert & Meuffels, 1989 - Muscidideicus Becker, 1916 - Nanomyina Robinson, 1964 - Narrabeenia Bickel, 1994 - Naufraga Bickel, 1992 - Negrobovia Bickel, 1994 - Nematoproctus Loew, 1857 - Neoparentia Robinson, 1967 - Neotonnoiria Robinson, 1970 - Nepalomyia Hollis, 1964 - Neurigona Róndani, 1856 - Neurigonella Robinson, 1964 - Nothobothrus Parent, 1931 - Nurteria Dyte & Smith, 1980 - Oedematopus Van Duzee, 1929 - Olegonegrobovia Grichanov, 1995 - Oncopygius Mik, 1866 - Orthoceratium Schrank, 1803 - Ortochile Latreille,, 1809 - Ostenia Hutton, 1901 - Palaeoargyra Meunier, 1895 - Paleomedeterus Meunier, 1894 - Paracleius Bigot, 1859 - Paraclius Loew, 1864 - Paragymnopternus Bigot, 1890 - Paraliancalus Parent, 1938 - Paraliptus Bezzi, 1923 - Paralleloneurum Becker, 1902 | - Paramedetera Grootaert & Meuffels, 1997 - Parasyntormon Wheeler, 1899 - Parathinophilus Parent, 1932 - Parentia Hardy, 1935 - Pelastoneurus Loew, 1861 - Peloropeodes Wheeler, 1890 - Peodes Loew, 1857 - Perithinus Haliday, 1832 - Phacaspis Meuffels & Grootaert, 1988 - Phalacrosoma Becker, 1922 - Phrudoneura Meuffels & Grootaert, 1987 - Physopyga Grootaert & Meuffels, 1989 - Pilbara Bickel, 1994 - Pinacocerus Van Duzee, 1930 - Plagioneurus Loew, 1857 - Plagiozopelma Enderlein, 1912 - Plectropus Haliday, 1832 - Polymedon Osten-Sacken, 1877 - Proarchus Aldrich, 1910 - Prochrysotus Meunier, 1908 - Prosystenus Negrobov, 1976 - Pseudargyra Van Duzee, 1930 - Pseudohercostomus Stackelberg, 1931 - Pseudoparentia Bickel, 1994 - Pseudosympycnus Robinson, 1967 - Pseudoxanthochlorus Negrobov, 1977 - Pterostylus Mik, 1878 - Retinitus Negrobov, 1978 - Rhaphium Meigen, 1803 - Rhynchoschizus Dyte, 1980 - Saccopheronta Becker, 1914 - Sarcionus Aldrich, 1901 - Scelloides Bickel & Dyte, 1989 - Scellus Loew, 1857 - Scepastopyga Grootaert & Meuffels, 1997 - Sciapus Zeller, 1842 - Scorpiurus Parent, 1933 - Scotiomyia Meuffels & Grootaert, 1997 - Septocellula Hong, 1981 - Sigmatineurum Parent, 1938 - Somillus Brethes, 1924 - Sphyrotarsus Mik, 1874 - Stenopygium Becker, 1922 - Stolidosoma Becker, 1922 - Sybistroma Meigen, 1824 - Symbolia Becker, 1921 - Sympycnidelphus Robinson, 1964 - Sympycnus Loew, 1857 - Syntomoneurum Becker, 1922 - Syntormon Loew, 1857 - Syntormoneura Curran, 1926 - Systenus Loew, 1857 - Tachytrechus Haliday in Walker, 1851 - Telmaturgus Mik, 1874 - Teneriffa Becker, 1908 - Tenuopus Curran, 1924 - Terpsimyia Dyte, 1975 - Tetrachaetus Bickel & Dyte, 1989 - Teuchophorus Loew, 1857 - Thambemyia Oldroyd, 1956 - Thinolestris Grootert & Meuffels, 1988 - Thinophilus Wahlberg, 1844 - Thrypticus Gerstäcker, 1864 - Trigonocera Becker, 1902 - Urodolichus Lamb, 1922 - Vetimicrotes Dyte, 1980 - Wheelerenomyia Meunier, 1908 - Xanthina Aldrich, 1902 - Xanthochlorus Loew, 1857 - Yumbera Bickel, 1992 |